# Wycena zapasów
Wycena zapasów (wycena rzeczowych składników majątku obrotowego) – wycena bilansowa na koniec okresu sprawozdawczego zgodnie z regulacjami prawnymi składników majątkowych zakupionych i przeznaczonych do odsprzedaży. Polega ona na wycenie według ceny nabycia i kosztów wytworzenia.

## Rzeczowe aktywa obrotowe
W skład rzeczowych aktywów obrotowych (zapasów) wchodzą:
- towary – stanowiące własność jednostki wyroby obcej produkcji przeznaczone do odsprzedaży w stanie nieprzetworzonym, znajdujące się w magazynach lub punktach sprzedaży;
- materiały – nabyte od obcych kontrahentów i ewentualnie wyprodukowane przez własne komórki pomocnicze: surowce i inne materiały podstawowe, paliwa, materiały pomocnicze, opakowania, części zamienne do maszyn i urządzeń; ponadto w skład materiałów wchodzą także odpady, produkty uboczne i odzyski powstałe w toku produkcji, likwidacji środków trwałych kwalifikujących się do zużycia na własne potrzeby oraz sprzedaż.

Materiały i towary są wyceniane po cenie nabycia, w związku z tym, że zostały zakupione od innej jednostki gospodarczej, natomiast produkty są wyceniane po koszcie wytworzenia, jako że zostały przez nas wyprodukowane.

## Cena zakupu
Cena zakupu – jest to cena, która musi zapłacić nabywca za dostarczone mu materiały lub towary bez naliczonego podatku VAT. Jeżeli materiały lub towary zostały sprowadzone z zagranicy cena zakupu powiększona zostaje dodatkowo o cło, podatek importowy od towarów sprowadzanych lub nadsyłanych z zagranicy i podatek akcyzowy. Koszty zakupu, jakie ponosi odbiorca, nie są wliczane do ceny zakupu.

## Cena nabycia
Cena nabycia – obejmuje cenę zakupu (Cz) składnika majątku powiększoną o koszty zakupu (Kz) i pomniejszoną o ewentualne rabaty lub opusty (R).
Zatem: Cena nabycia = Cz + Kz – R
Kosztami zakupu mogą być:
- koszty transportu,
- koszty ubezpieczenia,
- koszty załadunku i wyładunku,
- koszty montażu i przeszkolenia pracowników,
- inne uzasadnione koszty bezpośrednio związane z zakupem składnika aktywów i przystosowaniem do stanu zdatnego użytkowania lub wprowadzenia do obrotu.

### Przykład
Firma X zakupiła towary do dalszej odsprzedaży. Cena zakupu netto wyniosła 1000 jp. Sprzedający udzielił firmie X rabat w wysokości 50 jp. Aby przetransportować towary skorzystano z usług zewnętrznej firmy transportowej, za której usługi zapłacono 35 jp. Dodatkowo zarząd podjął decyzję o ubezpieczeniu towarów. Za tę usługę zapłacono 75 jp.
Pytanie: Jeżeli jednostka stosuje do wyceny towarów metodę opartą na cenie nabycia, to jaką wartość towarów powinna wykazać?
Rozwiązanie:
Zgodnie ze wzorem cena nabycia = Cz + Kz – R
Cena zakupu: 1000 jp
Koszty zakupu: = 35 jp + 75 jp = 110 jp
Rabat udzielony firmie wynosi: 50 jp
Cena nabycia = 1000 jp + 110 jp – 50 jp = 1060 jp
Odpowiedź: Firma powinna wycenić towary na kwotę 1060 jp

## Koszty wytworzenia
Koszty wytworzenia – obejmują koszty, które są w sposób bezpośredni związane z produkcją poszczególnych produktów oraz te koszty pośrednie, które przypadają na okres ich wytworzenia. Do kosztów wytworzenia nie zalicza się kosztów ogólnego zarządu oraz kosztów sprzedaży.

## Metoda stałych cen ewidencyjnych
Z reguły w jednostce gospodarczej mamy do czynienia z różnorodnym asortymentem materiałów. W związku z tym wycena rozchodów materiałów według rzeczywistej ceny nabycia byłaby bardzo uciążliwa, dlatego też wiele jednostek gospodarczych stosuje stałe ceny ewidencyjne. Podstawową cechą stałych cen ewidencyjnych jest ich niezmienność w ciągu roku obrotowego lub cyklu produkcyjnego. Za podstawę ustalenia tych cen przyjmuje się te ceny nabycia lub zakupu, które występowały najczęściej. Podczas stosowania stałych cen ewidencyjnych prowadzi się tzw. rachunek odchyleń. Po prostu ustala się dla każdej transakcji różnice pomiędzy rzeczywistą wyceną zakupu a stałą ceną ewidencją.
Metoda ta ma wiele zalet:
- usprawnia znacznie wycenę, dokumentacje,
- umożliwia uproszczenie techniki rachunkowej,
- pozwala na zaobserwowanie różnic pomiędzy cenami zaplanowanymi a cenami które rzeczywiście są płacone w ciągu roku,
- umożliwia sprawniejszą ewidencję przyjęcia i wydania materiałów oraz sprawniejszą kontrolę kosztów ich zakupu.

Metody stałych cen ewidencyjnych nie można stosować, gdy różnice pomiędzy cenami są duże, gdyż może to spowodować zniekształcenie wyceny.

## Metoda rzeczywistej jednostkowej ceny nabycia
Przy stałych w czasie cenach nabycia wycena rozchodów rzeczowych składników majątku obrotowego opiera się na metodzie rzeczywistej jednostkowej ceny nabycia bądź kosztu wytworzenia rozchodowego składnika. Zdarza się jednak tak, że koszty zakupu każdej partii tego samego materiału mogą być różne. Może to być związane z inflacją czy też nawet położeniem siedziby dostawcy. Przy wycenie rozchodów materiałów można zastosować opisane poniżej rozwiązania.

### Metoda FIFO
FIFO (first in – first out, czyli pierwsze weszło – pierwsze wyszło) – czyli przyjęcie ceny najwcześniejszej; dowody rozchodów są wyceniane na podstawie pierwszej dostawy, która znajduje się w magazynie, a po jej wyczerpaniu na podstawie dostawy następnej. Metoda ta jest stosowana najczęściej i jest najlepsza w przypadku szybkiej rotacji materiałów.

#### Przykład
Firma X zakupiła w marcu 2000 roku 20 kg za materiałów do produkcji za 50 jp. W maju tego samego roku zakupiła dodatkowe 15 kg tego samego materiału w cenie 53 jp, a w lipcu dokupiła kolejne 30 kg po cenie 48 jp. W procesie produkcji firma zużyła w kwietniu 18 kg materiałów, w czerwcu 23 kg, a w sierpniu 20 kg. Firma X do wyceny rozchodu zapasów stosuje metodę FIFO. Wyceń materiały, które pozostały na koniec sierpnia w magazynie oraz ustal koszt zużycia w procesie produkcyjnym.
Dane wyjściowe
| Miesiąc zakupu | Kg | Cena/kg | Wartość        |
| -------------- | -- | ------- | -------------- |
| Marzec         | 20 | 50 jp   | 20 * 50 = 1000 |
| Maj            | 15 | 53 jp   | 15 * 53 = 795  |
| Lipiec         | 30 | 48 jp   | 30 * 48 = 1440 |

Rozwiązanie
| Miesiąc rozchodu | Kg | Koszt zużycia |
| ---------------- | -- | ------------- |
| Kwiecień         | 18 | a) 900        |
| Czerwiec         | 23 | b) 1183       |
| Sierpień         | 20 | c) 960        |

Komentarz
Zgodnie z metodą FIFO, na samym początku powinny być zużyte te materiały, które zostały zakupione najwcześniej. Zatem zakłada się, że dla produkcji kwietniowej w pierwszej kolejności wykorzystane zostaną materiały zakupione w marcu.
UWAGA! Z punktu widzenia produkcyjnego najczęściej bez znaczenia jest kolejność zużywania materiałów. W metodzie FIFO istotne są jedynie ceny jakie zapłacono za kolejne partie dostaw .
a) W marcu nabyto 20 kg materiałów po cenie 50 jp/kg. W kwietniu do produkcji potrzeba jedynie 18 kg. Zatem do wyceny materiałów produkcji kwietniowej wykorzystamy cenę jaką zapłacono za materiały w marcu. Stąd równanie → 18 kg * 50 jp = 900 jp.
b) Do produkcji czerwcowej zużyto 23 kg materiałów. Ich wycena będzie zależała zarówno od ceny materiałów nabytych w marcu, jak i od ceny materiałów nabytych w maju i lipcu. Zauważ, że z 20 kg materiałów zakupionych w marcu „wykorzystano” jedynie 18 kg do produkcji kwietniowej. W związku z tym pozostało jeszcze 2 kg materiałów w cenie 50 jp/kg, które „wykorzystane” będą w produkcji czerwcowej. Ponadto do produkcji czerwcowej potrzeba jeszcze 21 kg materiałów, dlatego też zostaną one pobrane z dostawy majowej, po cenie 53 jp/kg. Niestety w maju zakupiono jedynie 15 kg materiałów, więc do kompletnej produkcji czerwcowej brakuje jeszcze 6 kg (23-2-15=6), które pobrane zostaną z zakupów dokonanych w lipcu, po cenie 48jp/kg. Zatem równanie przybierze następującą postać → (2 kg × 50 jp) + (15 kg × 53 jp) + (6 kg × 48 jp) = 100 jp + 795 jp + 288 jp = 1183 jp.
c) Zapotrzebowanie na produkcję sierpniową wynosi 20 kg. Zapas materiałów zakupionych w marcu i maju został już całkowicie zużyty, pozostała część materiałów zakupionych w lipcu, która wynosi 24 kg (30 kg zakupionych – 6 kg zużytych do produkcji czerwcowej). W związku z tym całkowity koszt zużycia materiałów w sierpniu będzie liczony po cenach materiałów z lipca. Stąd równanie → 20 kg × 48 jp = 960 jp).
W magazynie na koniec sierpnia pozostaną 4 kg materiałów, które wycenione będą po cenach z lipca, czyli po 48 jp/kg. Ich wartość wyniesie 4 kg × 48 jp = 192 jp.
Powyższa metoda jest rzadko spotykana w praktyce, ponieważ z punktu widzenia produkcji nie jest istotne, które materiały zostaną zużyte, jako pierwsze. Jednak może mieć to znaczenie, np. w przedsiębiorstwach branży spożywczej, gdzie dąży się do tego, aby „najstarsze” towary sprzedać jako pierwsze (ze względu na upływający termin przydatności do spożycia).

### Metoda LIFO
LIFO (last in – first out, czyli ostatnie weszło – pierwsze wyszło) – czyli przyjęcie ceny najpóźniejszej; rozchody wycenia się na podstawie ostatniej dostawy, która zalega w magazynie, a po ich wyczerpaniu według cen dostawy, która była wcześniej. Metoda ta jest najlepsza w warunkach inflacji.

### Metoda ceny przeciętnej
Polega na przyjęciu ceny przeciętnej – po każdej dostawie ustala się cenę średnią, którą można policzyć według wzoru:
(wartość stanu poprzedniego + ostatni przychód materiałów) / ilość odpowiadająca tym wartościom
W przypadku przyjęcia cen przeciętnych należy pamiętać, ze wymagają one każdorazowego ustalenia ich od nowa w kolejnych okresach sprawozdawczych.